# Egen
Egen (tysk: Eken) er en  lille landsby på Als med navneoprindelse fra urnordisk sprogperiode, Jernalderen. Den er hermed et af de ældste stednavne på Als. Egen ligger umiddelbart syd for Guderup i Egen Sogn i Sønderborg Kommune og hører til Region Syddanmark.

## Navnet
Egen blev i middelalderen skrevet Eking. Første led i ordet er afledt af træet eg, mens endelsen –ing er karakteriserende. Navnet "Egen" får således betydningen: området som er karakteriseret af ege.
54°58′55″N 9°52′10″Ø / 54.98194°N 9.86944°Ø